# Catherine Blanc
Catherine Blanc, née en 1967, est une psychanalyste française spécialisée en sexologie. Elle est auteure de plusieurs ouvrages sur la sexualité masculine et féminine et chroniqueuse dans plusieurs émissions à la radio, télévision ainsi que dans la presse écrite.

## Biographie
Catherine Blanc est titulaire d'un DIU en « études biologiques, psychologiques et sociales de la sexualité humaine » de l'université Paris-XIII-Bobigny,,.
Elle exerce ensuite la profession de sexologue en libéral à Paris.
Elle publie en 2004 La sexualité des femmes n’est pas celle des magazines,.
D'octobre 2001 à mai 2002, elle est une des co-animatrices de Gaël Leforestier dans l'émission hebdomadaire Sexe in the TV sur Téva, diffusée juste après la série Sex and the City,. Elle est chroniqueuse dans l'émission quotidienne La Vie en Clair sur Canal+ en 2004 et chroniqueuse dans l'émission On n'est pas que des parents sur France 5 en 2007. Elle intervient sur Europe 1 dans La Libre Antenne entre 2016 et 2019 et dans le Magazine santé de Mélanie Gomez depuis 2019.
Elle tient une chronique régulière « L'oeil de Psycho : Sexualité, l'idée reçue » dans le magazine Psychologies Magazine de 2005 à 2018, chroniques qui inspirent son ouvrage de 2015, La Sexualité décomplexée, 50 idées reçues... revues et corrigées.

## Publications
- Sexualité masculine : l'éjaculation, Danger Public, coll. « Les guides blancs », 2007 (ISBN 978-2-35123-159-3 et 2-35123-159-7)
- Sexualité féminine : le désir, Danger Public, coll. « Les guides blancs », 2008 (ISBN 978-2-35123-158-6)[13]
- avec Sophie Troubac, La sexualité des femmes n'est pas celle des magazines, La Martinière, coll. « Les Reflets du savoir », 2004 (ISBN 978-2-84675-113-1), rééd. Pocket, 2009  (ISBN 978-2-266-18576-9)
- La Sexualité décomplexée : 50 idées reçues... revues et corrigées, Paris, Flammarion, coll. « Hors collection - Santé et puériculture », 2015, 252 p. (ISBN 978-2-08-135149-3)